# Джан-Сакал-Мангит
Джан-Сака́л-Манги́т (крымскотат. Can Saqal Manğıt, Джан Сакъал Мангъыт) — исчезнувшее село в Красноперекопском районе Республики Крым, располагавшееся на юге района (у границы с Первомайским), на левом берегу безымянного правого притока реки Воронцовки, примерно в 1 километре западнее современного села Полтавское.

### Динамика численности населения
| - 1805 год — 179 чел. - 1864 год — 26 чел. - 1889 год — 108 чел. - 1892 год — 111 чел. | - 1900 год — 223 чел. - 1915 год — 25/26 чел. - 1926 год — 78 чел. |

## История
Первое документальное упоминание села встречается в Камеральном Описании Крыма… 1784 года, судя по которому, в последний период Крымского ханства Ени Сакал Мангыт входил в Четырлык кадылык Перекопского каймаканства. После присоединения Крыма к России (8) 19 апреля 1783 года, (8) 19 февраля 1784 года, именным указом Екатерины II сенату, на территории бывшего Крымского Ханства была образована Таврическая область и деревня была приписана к Перекопскому уезду. После Павловских реформ, с 1796 по 1802 год, входила в Перекопский уезд Новороссийской губернии. По новому административному делению, после создания 8 (20) октября 1802 года Таврической губернии, Джан-Сакал-Мангит был включён в состав Бустерчинской волости Перекопского уезда.
По Ведомости о всех селениях в Перекопском уезде состоящих с показанием в которой волости сколько числом дворов и душ… от 21 октября 1805 года в деревне Джан-Сакал-Мангит числилось 27 дворов, 169 крымских татар, 5 цыган и 5 ясыров. На военно-топографической карте генерал-майора Мухина 1817 года деревня Янсакал мангыт обозначена с 35 дворами. После реформы волостного деления 1829 года Джан-Сакал-Мангит, согласно «Ведомости о казённых волостях Таврической губернии 1829 года», передали в состав Ишуньской волости (переименованной из Бустерчинской). На карте 1836 года в деревне 18 дворов. Затем, видимо, вследствие эмиграции крымских татар в Турцию, деревня опустела и на карте 1842 года Джан-Сакал-Мангит обозначен условным знаком малая деревня, то есть менее 5 дворов.
В 1860-х годах, после земской реформы Александра II, деревню приписали к Ишуньской волости. В «Списке населённых мест Таврической губернии по сведениям 1864 года», составленном по результатам VIII ревизии 1864 года, Яни-Сакал-Мангит — татарская деревня, с 5 дворами, 26 жителями и мечетью при колодцахъ. По обследованиям профессора А. Н. Козловского начала 1860-х годов, «колодцы неглубокие, от 3 до 6 саженей (от 6 до 12 м), но большая их половина с солоноватою водою». На трёхверстовой карте Шуберта 1865—1876 года в деревне Джан-Сакал-Мангит обозначено 7 дворов. Согласно «Памятной книжке Таврической губернии за 1867 год», деревня Ян-Сакал-Мангит была покинута жителями в 1860—1864 годах, в результате эмиграции крымских татар, особенно массовой после Крымской войны 1853—1856 годов, в Турцию и оставалась в развалинах. По «Памятной книге Таврической губернии 1889 года», по результатам Х ревизии 1887 года, в деревне Ян-Сакал-Мангит, вероятно, уже заселённой немцами, числилось 10 дворов и 108 жителей.
После земской реформы 1890 года Джан-Сакал-Мангит отнесли к Джурчинской волости. Согласно «…Памятной книжке Таврической губернии на 1892 год», в деревне Джан-Сакал-Манут барона Гинзбурга, не входившей ни в одно сельское общество и находящейся в собственности Пахомова, было 111 жителей в 9 домохозяйствах. По сведениям М. А. Бернова в книге «Из Одессы пешком по Крыму : Письма русского пешехода» 1896 года, деревня была заселена молоканами. По «…Памятной книжке Таврической губернии на 1900 год» в деревне Джан Сакал-Мангут числилось 223 жителя в 19 дворах. По Статистическому справочнику Таврической губернии. Ч.II-я. Статистический очерк, выпуск пятый Перекопский уезд, 1915 год, в деревне Джан-Сакал-Мангит Джурчинской волости Перекопского уезда числилось 7 дворов (все дворы безземельные) с немецким населением в количестве 25 человек приписных жителей и 26 «посторонних», из которых 30 мужчин и 21 женщина. Жители землёй не владели, в хозяйствах имелось 105 лошадей, 10 волов, 18 коров и 20 голов мелкого скота.
После установления в Крыму Советской власти, по постановлению Крымревкома от 8 января 1921 года № 206 «Об изменении административных границ» была упразднена волостная система, Перекопский уезд переименовали в Джанкойский, в котором был образован Ишуньский район, в состав которого включили село, а в 1922 году уезды получили название округов. 11 октября 1923 года, согласно постановлению ВЦИК, в административное деление Крымской АССР были внесены изменения, в результате которых округа были отменены, Ишуньский район упразднён и село вошло в состав Джанкойского района. Согласно Списку населённых пунктов Крымской АССР по Всесоюзной переписи 17 декабря 1926 года, в хуторе Мангут (бывший Черемисина), Воронцовского сельсовета Джанкойского района, числилось 18 дворов, из них 17 крестьянских, население составляло 78 человек, из них 75 украинцев, 1 русский, 2 записаны в графе «прочие». Постановлением ВЦИК от 30 октября 1930 года был восстановлен Ишуньский район и село, вместе с сельсоветом, включили в его состав. Постановлением Центрального исполнительного комитета Крымской АССР от 26 января 1938 года Ишуньский район был ликвидирован и создан Красноперекопский район с центром в поселке Армянск (по другим данным 22 февраля 1937 года). Последний раз в доступных источниках село, вновь как Мангит, встречается на двухкилометровке РККА 1942 года. Видимо, опустевшее после войны село не возрождали, так как в дальнейшем в доступных источниках не встречается.